# Jahrbücher für Geschichte Osteuropas
Die Jahrbücher für Geschichte Osteuropas (JGO) sind eine 1936 begründete wissenschaftliche Fachzeitschrift für die Osteuropäische Geschichte, die seit 1953 in Neuer Folge vierteljährlich erscheint. 1941 wurde die Zeitschrift eingestellt. Als Vorgängerprojekt gelten die Jahrbücher für Kultur und Geschichte der Slaven, die erstmals 1924 in Breslau erschienen und später in N.F. aufgelegt wurden. Die JGO werden heute im Auftrag des Regensburger Leibniz-Instituts für Ost- und Südosteuropaforschung (IOS) im Stuttgarter Franz Steiner Verlag verlegt und von Martin Schulze Wessel (LMU München) und Dietmar Neutatz (Freiburg im Breisgau) in Verbindung mit folgenden Wissenschaftlern aus dem In- und Ausland – Jörg Baberowski, Polina Barvinska, Nada Boškovska, Victoria Frede, Karin Friedrich, Jan Hennings, Kerstin Jobst, Yvonne Kleinmann, Jan Kusber, Svetlana Malyševa, Malte Rolf, Frithjof Benjamin Schenk und Elena Zubkova – herausgegeben. Die Publikationssprachen sind Deutsch, Englisch und Französisch; die Artikel unterliegen einem double-blind peer review.